# Instituto Juan Andrés de Comparatística y Globalización

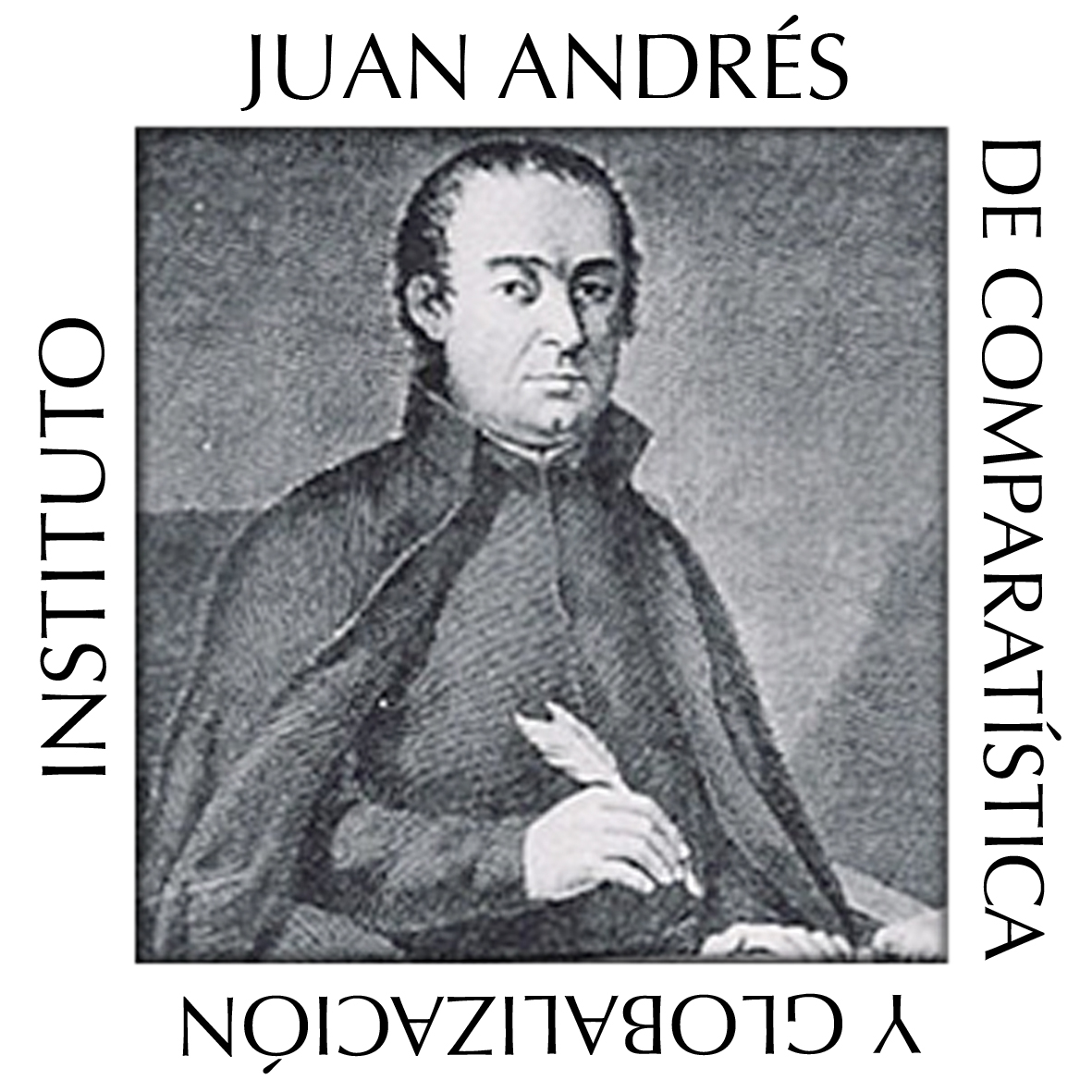

El Instituto Juan Andrés de Comparatística y Globalización es una entidad cultural y científica española, con sede en Madrid y Alicante, pero a su vez articulada por más de medio centenar de colaboradores científicos de todo el mundo, dedicada a actividades de investigación humanística y en general correspondientes al ámbito de las Ciencias Humanas y al aspecto evolutivo de éstas en tanto Historia de las ideas y del pensamiento.
El Instituto toma su nombre, Juan Andrés, del creador de la Historia universal de las Letras y las Ciencias y cabeza de la Escuela Universalista Española del siglo XVIII, así como del concepto metodológico (Comparatística) que define su obra, más el término (Globalización) de su renovada y problemática proyección en el siglo XXI. Entre la nutrida nómina de miembros de la Escuela Universalista cuentan autores como Lorenzo Hervás y Antonio Eximeno, Celestino Mutis, Junípero Serra y Francisco Javier Clavijero, Juan Ignacio Molina, Antonio José Cavanilles o Juan Bautista Colomés, los iniciadores José Finestres y Mateo Aymerich, José Gumilla, Jorge Juan y Antonio de Ulloa, hasta la última generación de los grandes meteorólogos Benito Viñes (La Habana) y Federico Faura (Manila).
La labor del Instituto, sus seminarios, programas y subsiguientes aplicaciones, se constituye en sede electrónica como Biblioteca humanismoeuropa.org y mediante publicaciones académicas y científicas tanto en forma tradicional como digital de edición humanística. Además de sus órganos de dirección, consta de un Consejo Editorial y un Consejo Asesor.

### Instituto Juan Andrés de Estudios Hispano-Coreanos (Corea del Sur)
Existe en Corea del Sur, desde 2022, un organismo asociado y homólogo: Instituto Juan Andrés de Estudios Hispano-Coreanos (‘후안 안드레스 스페인-한국학 연구소 ), especializado en estudios de Asia, Hispanismo, Coreanología y traducción. Dirigido por Lee Hyekyung-Mercedes, hispanista, traductora de obras importantes de la literatura coreana al español.

## Concepto y Organismo
El "Instituto Juan Andrés" nace en 2016. Creó y se vinculó al organismo digital Biblioteca HUMANISMO-EUROPA y, a través del "Seminario Permanente Juan Andrés", al Grupo de Investigación Humanismo-Europa. Se funda con tres propósitos: (1) el inmediato de contribuir al desarrollo de un Proyecto de Investigación, comprometido a su vez tanto en desarrollar la importante efeméride científica y humanística del bicentenario de la muerte de Juan Andrés (1740-1817) como la edición y restitución de la obra de este y en general de la Escuela Universalista Española del siglo XVIII; (2) contribuir de forma intelectualmente independiente a la reconstrucción de la Cultura Hispánica y la Ilustración europea desde la perspectiva humanística de nuestro tiempo; y (3) el propósito constitutivo que es propio al establecimiento de un organismo compuesto por una Biblioteca digital, una editorial científico-humanística y, dentro de ésta, una publicación seriada: Metodologías Humanísticas en la Era Digital, todo ello como programa de reconstrucción selectiva de la cultura hispánica e ideación cultural destinado a intervenir, al amparo de la ética científico-humanística, en nuestra época de globalización y digitalización.

## Biblioteca digital
"Biblioteca humanismoeuropa.org" es un centro como portal digital en amplio sentido, pues integra información de sus comités científicos y patrocina diferentes proyectos digitales. Se trata de una Biblioteca dotada de concepto intelectual y científico, es decir constructivo y específicamente orientado, no meramente acumulativo. Está regida, en su sentido más abarcador, por el propósito de reconstrucción de las Ciencias Humanas y la idea de Humanismo universal, y en su criterio más particular por la reconstrucción de la Escuela Universalista Española del siglo XVIII y la Comparatística como articulación de contenido necesario para la teoría y la práctica de la  Globalización, básicamente desprovista de fundamento humanístico.

### Biblioteca
La Biblioteca, como en general el proyecto, constituye un programa constructivo, en este caso estrictamente bibliográfico y bibliotecológico, y por ello no meramente acumulativo. Se encuentra aún en fase de construcción y consta, en su situación actual, de cuatro estadios y siete secciones:
- I Humanismo Universal.[5]
- II Comparatística - Historia y Teoría de las Ideas
- III Asia/Europa - Filipinismo - Americanismo[6]
- IV Escuela Universalista Española[7]

### Blog
El 'Blog EUE' es una publicación informativa del "Instituto Juan Andrés" que se ocupa de dar noticia y comentar las actividades científicas del organismo y otras concernidas, especialmente relativas a la Escuela Universalista Española del siglo XVIII, El 'Blog' difunde en la red, asimismo, las Ediciones del Instituto y su serie "Metodologías Humanísticas en al Era Digital", publicación monográfica de carácter crítico y metodológico que se edita en soporte papel y consta de tres secciones: la principal de 'Artículos y Ediciones' más otras de 'Entrevistas' y 'Comentarios bibliográficos'. Esta serie dio comienzo con un monográfico dedicado a La Cuestión Universitaria. (Véase Ediciones Instituto Juan Andrés:).

## Ediciones Instituto Juan Andrés
Las publicaciones científico-humanísticas en forma de libro en papel del "Instituto Juan Andrés" constan de tres Colecciones organizadas a su vez en dos series cada una de ellas. 
Colección 'Instituto': colección emblemática que especifica una serie general de ensayo y pensamiento más otra calificada como 'Instituto / Literaria'. La primera serie publica obras importantes recuperadas o bien estudios de nueva planta y la segunda, Literaria, presenta ediciones filológicamente fundamentadas de literatura artística.
La Colección seriada 'Metodologías Humanísticas en la Era Digital' afronta programáticamente problemas intelectuales y prácticos de actualidad: consta de una serie numerada y con ese mismo título, más otra serie correspondiente a la denominación de 'Metodologías / Instrumenta'. Una derivación paralela de la serie es publicada por la revista digital Recensión
- 1. P. Aullón de Haro (coord.), La cuestión universitaria
- 2. J.A. Cordón (coord.), Libro, lectores y lectura digital
- 3. MªV. Utrera (coord.), Medicina, Ética y Literatura
- 4. D.-H. Pageaux (coord.), Pandemia y Cultura
- 5. D. Mombelli (coord.), Educación y Humanismo Siglo XXI

Colección Biblioteca: iniciada con Juan Andrés, La Biblioteca Real de Nápoles (2020), obra encriptada, historia de un expolio, clave para el estudio de la formación de las bibliotecas de la época moderna y contemporánea, compuesta en latín y presentada ahora en edición bilingüe con extenso estudio preliminar. Corresponde a la última etapa biográfica de Juan Andrés, entre otras cosas eminente bibliotecario y bibliógrafo.

## Postdoctorado Internacional
El Instituto, en colaboración con la Biblioteca AECID, creó en 2019 un Programa de Postdoctorado Internacional de duración tri-semestral (1 de enero-30 de junio del año siguiente) destinado al fomento de la equidad mediante la consolidación de la excelencia y su difusión. La denominación específica es: "Ciencias Humanas - Comparatística - Globalización".
El Programa Post-doc, muy selectivo, prima por lo demás la innovación y las capacidades de instrumentalización digital destinadas al conocimiento de acceso libre. Mantiene concordancia y se encuentra involucrado con el concepto y la colección seriada Metodologías Humanísticas en la Era Digital. Se accede a él por concurso competitivo y ofrece un máximo de cinco plazas (sólo excepcionalmente ampliable) por convocatoria.

## Premios y distinciones culturales y de investigación

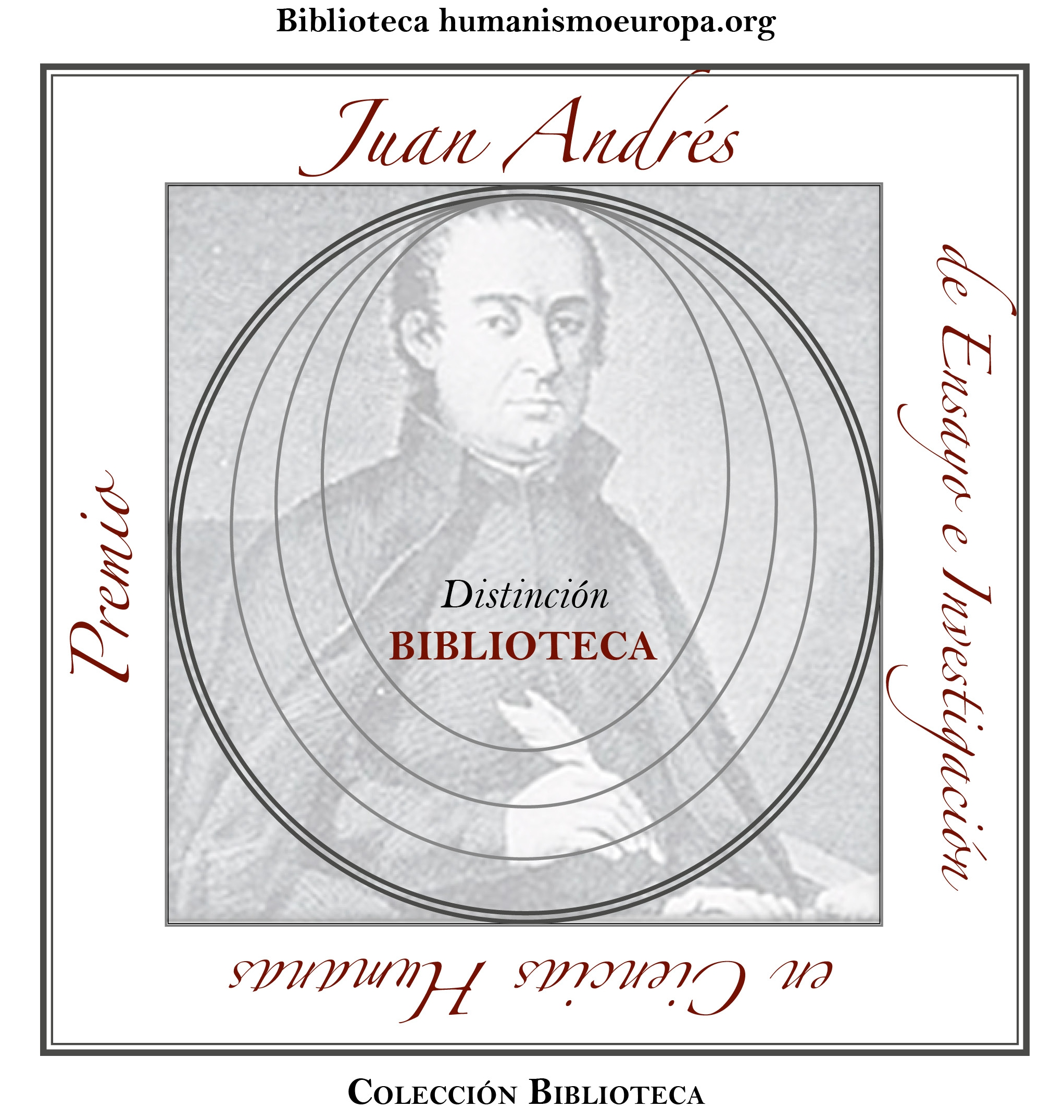

El Instituto Juan Andrés sostiene o colabora muy relevantemente en el mantenimiento de tres galardones: 
- Sostiene el Premio Juan Andrés de Ensayo e Investigación en Ciencias Humanas, a través de Biblioteca HUMANISMOEUROPA.org y en colaboración con el "Seminario Permanente Juan Andrés" y el Grupo de Investigación Humanismo-Europa. El premio se otorga durante el mes de junio de cada año en convocatoria especial del "Seminario Permanente Juan Andrés", en sesión itinerante anual en ciudad no predeterminada, aunque preferentemente en Madrid, en importantes instituciones culturales de la ciudad (Fundación Pastor, CaixaForum, Biblioteca AECID...). Su creación estuvo respaldada por la publicación en 2010 de la obra Teoría del Humanismo y el concepto de humanismo universal.

- Asociado al Premio Juan Andrés y en colaboración con la Biblioteca AECID,[14] el Instituto ha creado en 2020, a través del "Seminario INSTITUTO - BIBLIOTECA" y con motivo del inicio de la Colección BIBLIOTECA, una "Distinción BIBLIOTECA" destinada a la creación y difusión intelectual y premiar las actividades relacionadas con el libro, la lectura y la idea tanto teórica como práctica de ese concepto o argumento.[15] El Seminario INSTITUTO - BIBLIOTECA desarrolla un Forum que contribuye, entre otras actividades, al Día Internacional de la Biblioteca (24 de octubre).

- Por otra parte, el Instituto otorga un "Premio José Rizal de las Letras Filipinas", en colaboración con el Grupo de Investigación Humanismo-Europa y, de otra parte, Revista Filipina. Se ejecuta y difunde virtualmente en la red a finales de diciembre de cada año[nota 10] (Véase Filipinismo).

## Distinción Biblioteca
La Distinción Biblioteca, que se otorga anualmente desde 2020, al tiempo que el "Premio Juan Andrés", promovida por el Seminario Instituto-Biblioteca a fin de subrayar la necesaria difusión bibliotecológica, del libro y de la lectura para nuestro tiempo, así como el pensamiento del Humanismo universal, la Escuela Universalista Española del siglo XVIII y la Cultura Hispánica.
- 2020: entrega de la primera Distinción a REDIAL, la Red Europea de Información y Documentación sobre América Latina,[nota 11] creación del Seminario Instituto-Biblioteca y formulación de esa "Distinción" asociada a Ediciones Instituto Juan Andrés, que inicia su nueva colección "Biblioteca" mediante la obra-testamento de Juan Andrés La Biblioteca Real de Nápoles.
- 2021: segunda Distinción Biblioteca a BIBLIOTECA HISPÁNICA (AECID), representada en la persona de su directora, Araceli García Martín, en razón de la sólida y permanente función cultural y el valor simbólico internacional que esa institución representa: ello con la encomienda de integrar el Seminario Instituto-Biblioteca y compartir en adelante la otorgación de esta "Distinción".
- 2022: tercera Distinción Biblioteca a EDITORIAL VERBUM, por su Colección humanística en clave hispánica: "Verbum Mayor", fundada en 1997 y que ha editado crítica y documentadamente obras, a menudo olvidadas o postergadas, fundamentales del pensamiento y la cultura en lengua española.
- 2023: cuarta Distinción Biblioteca a la BIBLIOTECA del ATENEO DE MADRID, la más importante colección hispánica del siglo XIX y con motivo del segundo centenario de la institución.
- 2024: quinta Distinción Biblioteca a la BIBLIOTECA de la REAL ACADEMIA DE BELLAS ARTES, como representación en particular de la obra de Francisco de Goya.

## Seminarios y otras actividades científicas y culturales
El Instituto Juan Andrés que organiza reuniones científicas, congresos y seminarios científico-humanísticos nacionales e internacionales tanto dentro como fuera de España, también por medio virtual, mantiene dos seminarios institucionales:
- Seminario Permanente Juan Andrés, en colaboración con el Grupo de Investigación Humanismo-Europa y otros organismos.
- Seminario Instituto - Biblioteca, en colaboración con otras instituciones.

Ha colaborado y colabora con diversas entidades: Fundación Pastor de Estudios Clásicos (Madrid); Biblioteca Histórica Marqués de Valdecilla (UCM); Facultad de Filosofía y Letras de la Universidad de Alicante; Accademia Nazionale di Mantova; Accademia Nazionale (Mantua) ; Editorial Verbum (Madrid); Editorial Verbum ;  Biblioteca Hispánica / Biblioteca AECID; Centro de Investigaciones y Documentación Musical (unidad asociada al CSIC); Fundación Sicómoro (Madrid); Recensión. Revista Internacional de Ciencias Humanas y Crítica de libros (Madrid) es una publicación semestral asociada al Instituto.